# Bride, Isle of Man
Bride (manx: Skeerey Vreeshey) är en parish på Isle of Man. Den ligger på nordspetsen av Isle of Man, 27 km norr om huvudstaden Douglas. Antalet invånare är 401. Den enda större byn i området är Bride.